# Mitja Mörec
Mitja Mörec (ur. 21 lutego 1983 w Murskiej Sobocie) – słoweński piłkarz grający na pozycji obrońcy.